# Bandzsárák

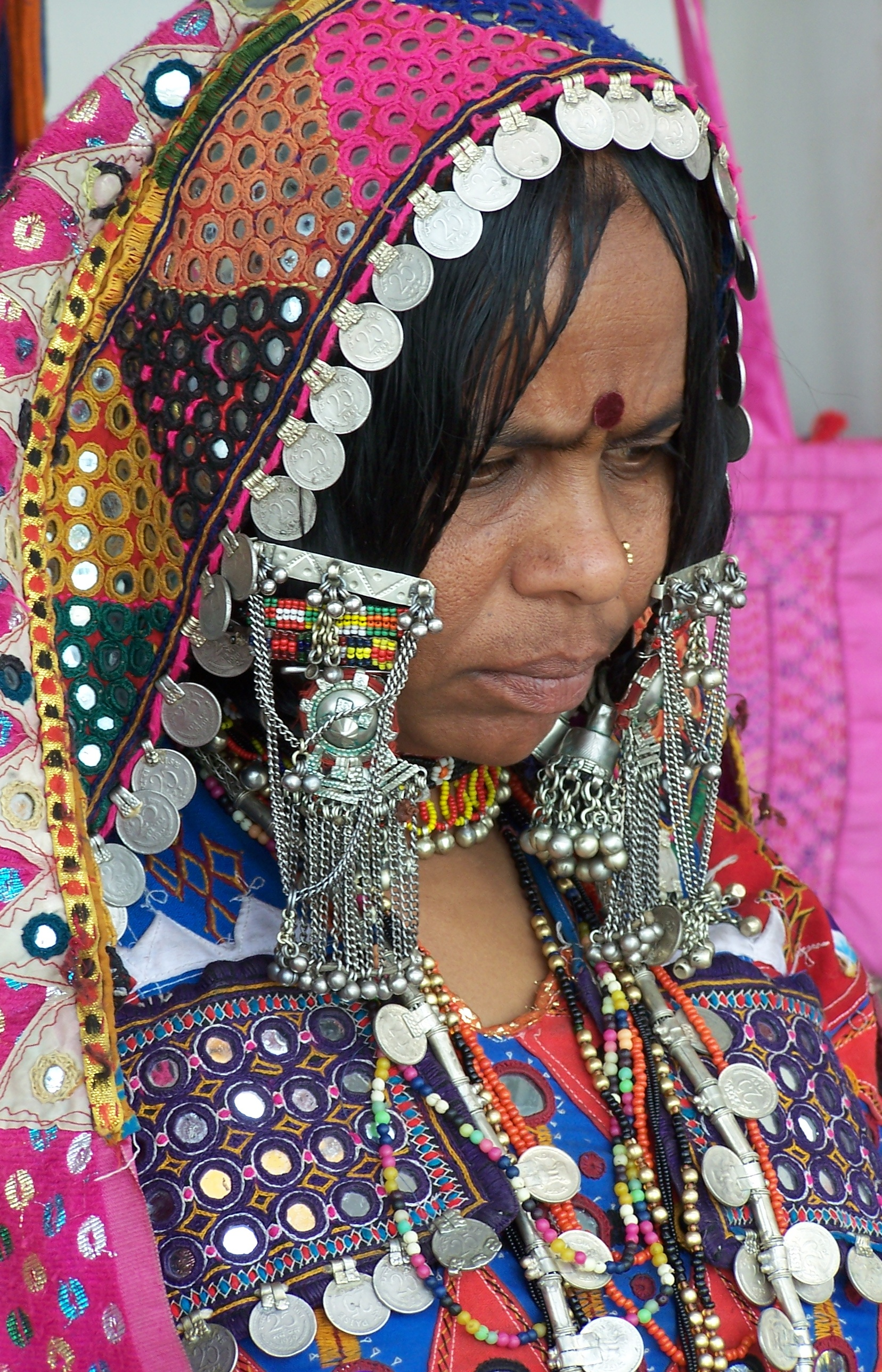
Bandzsára asszony

Az európai cigányokkal rokon indiai népcsoport. Zömmel vándorló életmódot folytatnak. Kézművességgel, kereskedelemmel és hivatásszerű zenéléssel, táncolással foglalkoznak. Létszámukat 20 és 30 millió közöttire becsülik. Az egyes csoportjaik alternatív elnevezései a következők: Bandzsári, Bangala, Bandzsóri, Bandzsúri, Brindzsári, Lamáni, Lamádi, Lambáni, Labháni, Lambára, Laváni, Lemadi, Lumadále, Labháni Muka, Gohar-Herkeri, Gúla, Gurmárti, Gormáti, Kora, Szingali, Szugáli, Szukáli, Tanda, Vandzsári, Vándzsi.

## Nyelvük
Saját nyelvük a lamani vagy lambadi, mely egy - az európai romanival rokon - rádzsasztháni eredetű nyelv, melyet most már India egyéb területén is beszélnek. Emellett a bandzsárák mindenhol beszélik a helyi nyelveket is, mint például a marathi-t, telugu-t, kannada-t és a többit.

## Földrajzi elhelyezkedésük
A bandzsárák őshazája Rádzsasztán, de a mogul betörés idején sokan a szubkontinens egyéb területeire vándoroltak. Jelenleg megtalálhatóak Ándhra Prades, Bihár, Dzshárkhand, Gudzsarát, Himácsal Prades, Karnátaka, Madhja Prades, Mahárástra, Nyugat-Bengál, Pandzsáb, Orisza és Tamilnádu államokban is.

## Vallásuk
A bandzsárák döntő többsége a hindu vallást követi. Érdekes párhuzam, ahogy az európai cigányoknál Szűz Mária kultusza sokszor erősebb Krisztusénál, a bandzsárák esetében is a férfi istenek kultuszánál erősebb az istennőké, elsősorban Laksmi (Visnu párja) és Bháváti (Párváti egyik megjelenése, Siva párja) előtt hódolnak. Két nagy ünnepük a Díváli és a Holi („a színek ünnepe”).
A bandzsárák körében keresztény evangelizáció működik, ennek eredményeképpen egyes becslések szerint egy százalékuk már megkeresztelkedett.

## Külső hivatkozások
- Bandzsára leírások, fotók és videók[halott link]
- A bandzsárákról
- Fényképek bandzsárákról
- Holi 2010 - A színek ünnepe 2010-ben (37 fénykép)

## Cigány tematikájú összefoglaló szócikkek
- Cigány irodalom
- Cigány népcsoportok
- Cigány nyelv
- Cigány képzőművészet
- Cigány nemzeti jelképek
- Cigány ünnepek
- Cigányok